# Blasius Bernauer
Blasius Bernauer (* 3. Februar 1740 in Todtnau; † 27. Mai 1818 in Staufen im Breisgau) war ein deutscher Orgelbauer des Spätbarock und Vater des Orgelbauers Xaver Bernauer. 

## Leben
Blasius Bernauers Leben und Werk hat der Orgelsachverständige Bernd Sulzmann (1940–1999) erforscht und umfassend in einem Aufsatz behandelt.
Blasius Bernauer wurde am 3. Februar 1740 in Todtnau getauft, woraus auf sein Geburtsdatum geschlossen wird. Seine Eltern waren Michael Bernauer und Anna Thoma, die am 4. Juli 1728 in Todtnau geheiratet hatten. Er hatte zwei Geschwister: Anna Bernauer, deren Sohn Nikolaus Schuble in Pfaffenweiler ebenfalls Orgelbauer wurde, und Andreas Bernauer, der in Todtnau als Orgelmachergeselle bei Stimmungen und Reparaturen von Orgeln in Erscheinung trat.
Blasius Bernauer ist erstmals 1762 in St. Ulrich im Schwarzwald als Geselle bei dem damals in Burkheim am Kaiserstuhl lebenden Orgelbauer Adrien Joseph Pottier zu verzeichnen. Bernd Sulzmann geht davon aus, dass er seine Lehre bei Pottier vielleicht schon um 1755 angetreten hatte, zusammen mit seinem Bruder Andreas. Im Markgräflerland waren zu der Zeit nur zugewanderte Orgelbauer tätig; Blasius Bernauer war neben Johann Baptist Hug aus Freiburg der erste einheimische Meister. 
Nachdem Pottier 1763 in die Schweiz abgewandert war, blieb Blasius Bernauer am Oberrhein und wurde als Meister selbstständig tätig. Am 15. April 1765 heiratete er in Heitersheim die dortige Bürgerin Anna Maria Brendtlin. Er lebte aber in Staufen im Breisgau, wie sein Angebot für den Bau einer Orgel für die ehemalige Schlosskirche in Sulzburg im selben Jahr ausweist: „Burger und orgelmacher in stauffen“. Dort wurde auch am 3. Dezember 1768 sein einziges Kind geboren, der Sohn Franz Xaver.

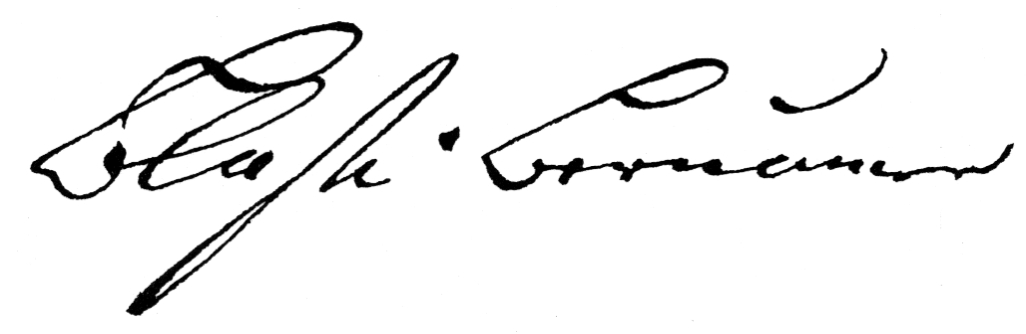
Unterschrift von Blasius Bernauer

Nach einigen gescheiterten Orgelbauprojekten in seinem engeren Umfeld ging Blasius Bernauer von 1772 bis 1783 nach Rheinfelden in der Schweiz, wo er schließlich seines Lebenswandels und seiner Schulden wegen ausgewiesen wurde – so verkaufte er 1781 eine Orgel nach Steinen für 400 Gulden, bekam aber fast nichts ausbezahlt, weil davon Schulden abgetragen wurden. In den folgenden Jahren kam es in Laufen nicht zur Durchführung eines Vertrages mit dem „sehr geschickten aber dem Trunk hin wiederum sehr ergebenen Orgelmacher“, er war bei dem Orgelbauer Joh. Philipp Jacob Schaefer in Ötlingen anzutreffen, „der selbst hungern musste“, sowie bei Schreinern in Güttigheim (Weiler bei Müllheim) und Höllstein (Ortsteil von Steinen).
Blasius Bernauer war am Oberrhein von der Nordschweiz bis nach Freiburg im Breisgau tätig. Sein Sohn Xaver sollte diesen Arbeitsbereich noch weiter ausdehnen. „In den meist armen Gemeinden waren kleine, billige und gute Orgeln gefragt, mit denen Blasius und Xaver Bernauer schnell aufwarten konnten, da manche Instrumente schon vorgefertigt in der Werkstatt standen.“
1801 ist Blasius Bernauer noch einmal als Mitarbeiter seines Sohnes verzeichnet und wird dann bis zu seinem Tod als selbstständiger Orgelbauer nicht mehr erwähnt.

## Werke
Das Schicksal der Werke von Blasius und Xaver Bernauer kommentiert Bernd Sulzmann: „Von der fast 70 Jahre währenden Aktivität der Orgelmacher ist nicht mehr viel übrig geblieben. Immerhin reichen diese Reste aus, um ihre solide Arbeitsweise auch unserer Zeit zu dokumentieren und die Meister nicht ganz in Vergessenheit geraten zu lassen. Die Tragik ihres Lebensweges hat sich auf ihre Schöpfungen übertragen.“
Von Blasius Bernauers Werken sind noch folgende Überbleibsel bekannt: 
Gehäuse der Chororgel in St. Peter
In St. Peter hatte sich Adrien Joseph Pottier vertraglich verpflichtet, die Orgel umzubauen, die von Johann Georg Fischer (1697–1780) aus Freiburg 1734 gebaut worden war; „ein erbärmliches Geschirr“, wie Andreas Silbermann anmerkte. Pottier wanderte dann jedoch ab, sodass Blasius Bernauer die Arbeiten 1764 – offenbar sehr zufriedenstellend – vollendete. Schon vorher hatte er 1762/63 die Chororgel zum Preis von 225 Gulden neu gebaut. Die Orgel selbst wurde im Zuge der Säkularisation nach Önsbach abgegeben, wo sie nicht mehr vorhanden ist. Lediglich der reich verzierte (nördliche) Orgelkasten verblieb wegen des Widerstands des Pfarrers in St. Peter, wie auch sein südliches Pendant, das als Schrank diente. So ist nur eine Erinnerung an die Fähigkeit von Blasius Bernauer als Schreiner verblieben, denn die Zierstücke stammen von Matthias Faller. In den Orgelkasten ist 2015 von Rieger Orgelbau eine neue Orgel eingebaut worden, allerdings nun auf der Südseite.
Truhenorgel im Chor der St.-Martins-Kirche, Rheinfelden (Aargau)
Blasius Bernauer hatte 1770 in Rheinfelden AG die große Orgel umgesetzt. 1775 vervollständigte er dieses Instrument und reinigte außerdem die Chororgel. Der Orgelsachverständige Ernst Schiess beschrieb 1950 diese Truhenorgel mit 6 Registern (von denen 3 original sind, während 3 weitere 1823 bzw. 1948 erneuert wurden): „Der Ersteller des Instrumentes muß ein tüchtiger Meister gewesen sein […] Nach meiner Meinung dürfte das Orgelwerk aus dem Elsass stammen.“ Sulzmann hält es für zweifelsfrei, dass es um 1770/72 von Blasius Bernauer geliefert wurde: „Pfeifen und Klaviaturen sind bündige Indizien seiner Urheberschaft; auch die Gitterfüllungen des Corpus gestatten eine einwandfreie Zuordnung.“ Gegen diese Zuweisung spricht, dass bereits in einer Quittung von 1770 eine „kleine Orgel“ genannt wird: „10 fl. werden auß der Schafneӱ für Hr. Orgelmacher Bernauer für die grosse orgel abzubrechen, und die kleine zu recht zu machen bezahlt.“ An anderer Stelle wird die Orgel als ein Instrument aus dem 17. Jahrhundert beschrieben, unter Bezugnahme auf eine Notiz von 1613, die eine Chororgel mit einem ähnlichen Register beschreibt, wie bei der erhaltenen.
Gehäuse der Brüstungsorgel in der Kirche Mariä Himmelfahrt in Tiengen
In Tiengen hatte Blasius Bernauer 1771 in der Kirche Mariä Himmelfahrt eine auf der Brüstung der Empore sitzende Orgel gebaut. Die Register dieser Orgel sind aus einem Umbauangebot von Konrad Albiez von 1856 bekannt. 1957 baute Johannes Klais Orgelbau in den erhaltenen Orgelprospekt eine neue Orgel ein.
Chororgel in der Kirche St. Johann in Laufenburg (Aargau) 
Blasius Bernauer baute diese Orgel 1776. Sie verfügt über 8 Manualregister und ein angehängtes Pedal.
| \| Manual CD–c3 \| \| \| Copel \| 8′ \| \| Principal \| 4′ \| \| Gedackt \| 4′ \| \| Octav \| 2′ \| \| Quinte \| 1/3′ \| \| Superoctav \| 1′ \| \| Cornet III \| 2/3 ab c′ \| \| Mixtur III \| 1′ \| Pedal (C–c oder d) angehängt |           |
| Manual CD–c3 |           |
| Copel | 8′        |
| Principal | 4′        |
| Gedackt | 4′        |
| Octav | 2′        |
| Quinte | 1/3′      |
| Superoctav | 1′        |
| Cornet III | 2/3 ab c′ |
| Mixtur III | 1′        |

Die Orgel ist fast vollständig erhalten, ein „historisches Instrument im Originalzustand am ursprünglichen Ort“. 1966 wurde sie von Metzler Orgelbau tiefgreifend restauriert und soweit erforderlich ergänzt, wobei verwurmte Holzpfeifen nach der alten Mensur neu erstellt wurden. Es fehlten lediglich die Bälge, vier Prospektpfeifen und die Mixtur. Die Orgel hat einen „lebendigen, satt-obertönigen“, „warmen Klang“.

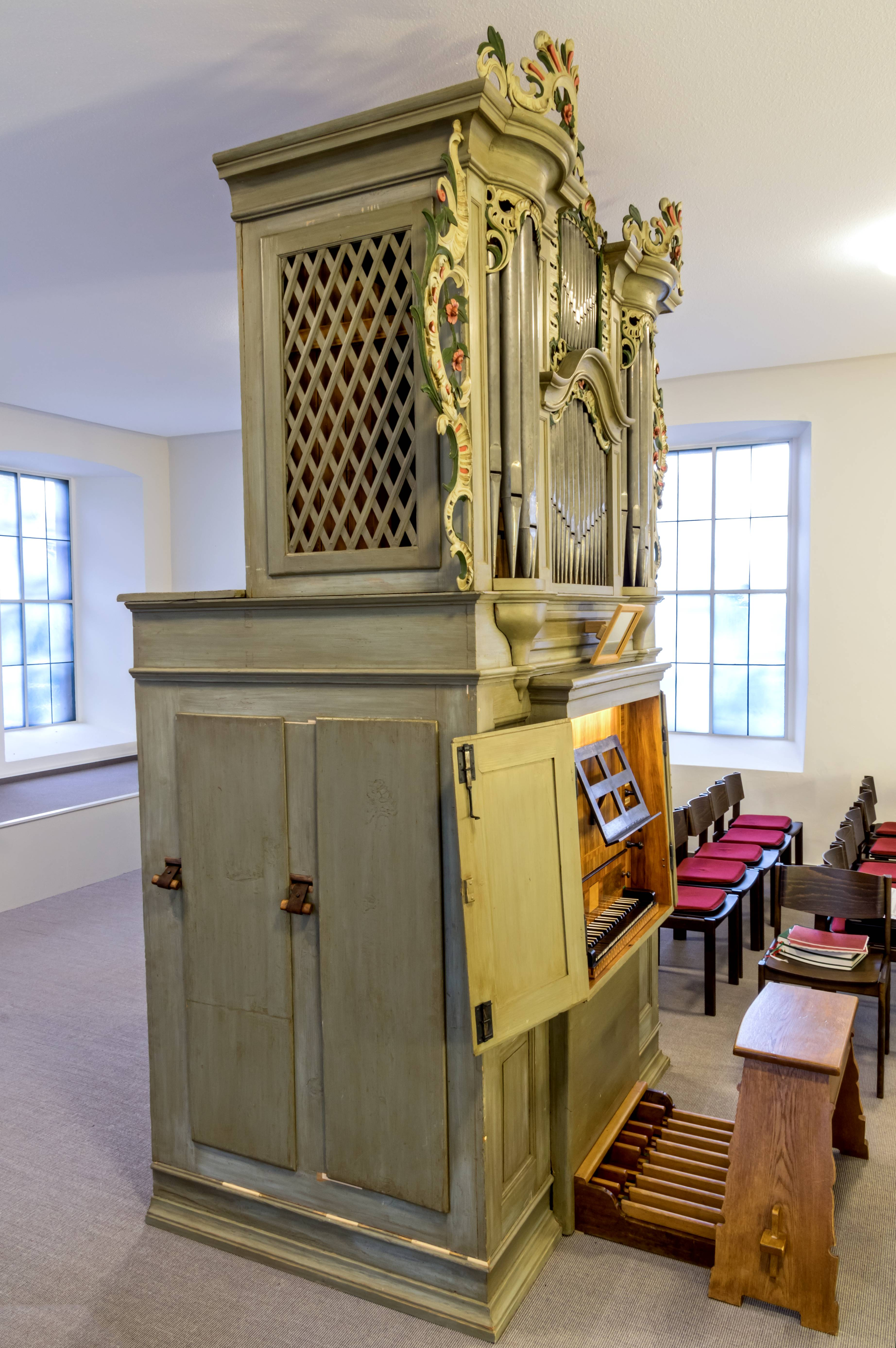
Die Orgel von 1787 in Hertingen

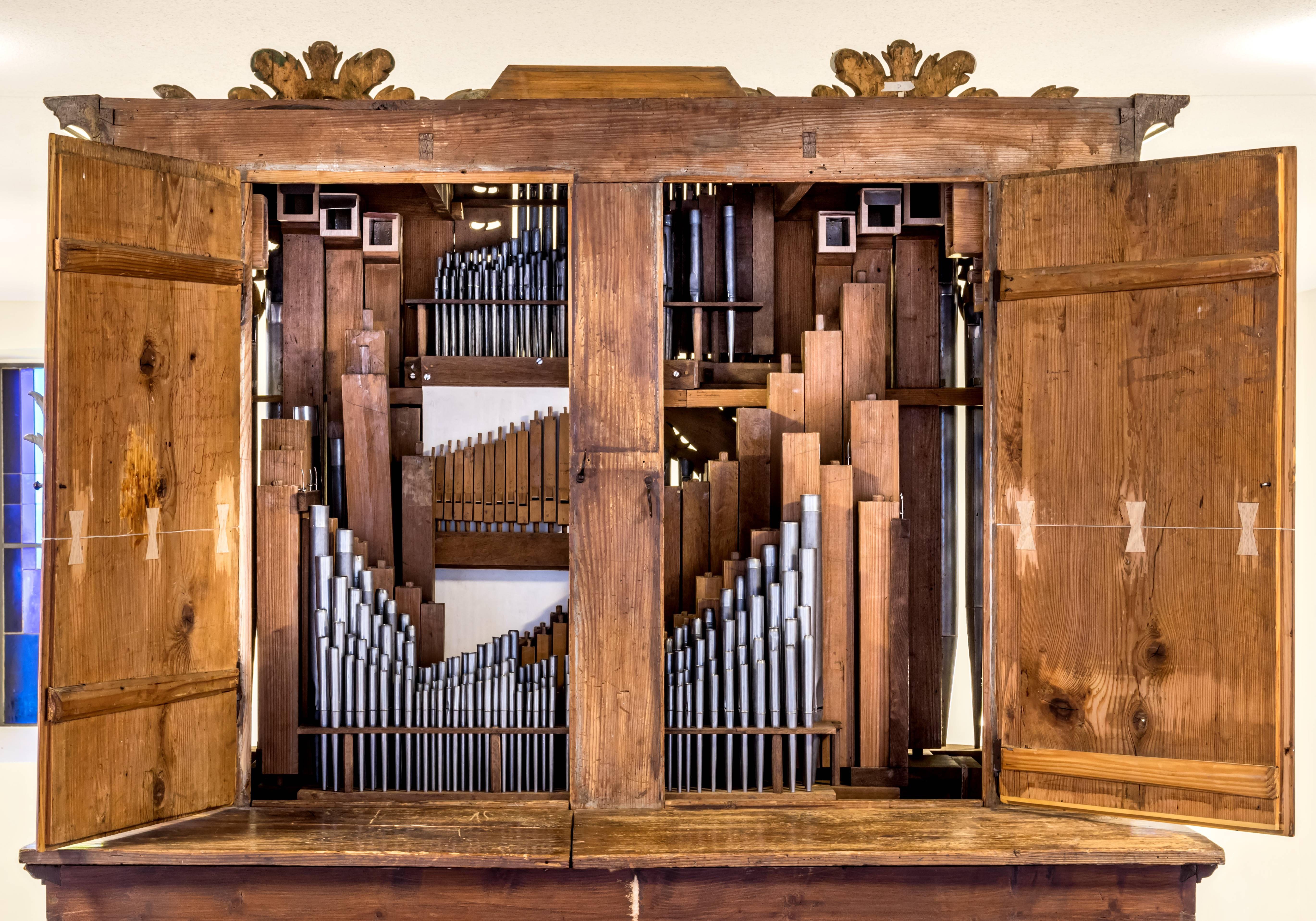
Pfeifenkasten in Hertingen, mit Ausnahme der im Vordergrund sichtbaren Mixtur mit den Original-Pfeifen von Bernauer

Orgel in der Evangelischen Kirche Hertingen
Blasius Bernauer hat diese Orgel 1787 erbaut. Es war die letzte bekannte, bei der er eigenständig als Meister tätig war. Nach 1790 tritt er nur noch als Mitarbeiter seines Sohnes Xaver Bernauer, der das Geschäft führt, in Erscheinung.
| \| Manual CD–c3 \| \| \| Copel \| 8′ \| \| Principal \| 4′ \| \| Gedackt \| 4′ \| \| Octav \| 2′ \| \| Quinte \| 1/3′ \| \| Cornet \| 2/3 ab c′ \| \| Mixtur III \| 1′ \| Tremulant, Pedal (C–d) angehängt |           |
| Manual CD–c3 |           |
| Copel | 8′        |
| Principal | 4′        |
| Gedackt | 4′        |
| Octav | 2′        |
| Quinte | 1/3′      |
| Cornet | 2/3 ab c′ |
| Mixtur III | 1′        |

Die Orgel ist fast vollständig erhalten. Bei der Restaurierung 1972 durch Hermann Eule wurde der gesamte Prospekt, in dem teilweise auch das Cornet V steht, erhalten, wie auch die Bälge, Windladen, Klaviaturen und das Pfeifenwerk; lediglich die Mixtur musste erneuert werden. Die letzte Restaurierung 2014 wurde durch den Orgelbauer Jens Steinhoff aus Schwörstadt vorgenommen. Dabei wurde die Orgel auf der umgebauten Empore der Kirche auch umgesetzt, um sie besser sichtbar zu machen und den Klang im Raum zu verbessern. „Das kleine Dorforgelchen ist eines der reizendsten Instrumente am Oberrhein.“ „Blasius erreicht in Hertingen mit nur sieben Stimmen eine unübertroffene klangliche Aussage.“

## Würdigung
Bernd Sulzmann sieht Blasius Bernauer als ein Opfer der Französischen Revolution und ihrer Auswirkungen am Oberrhein und fasst seine Bewertung der beiden Meister Bernauer zusammen: „Es wird der Nachwelt immer unbegreiflich bleiben, wie diese Künstler in ihrer Armut billige und gediegene Instrumente liefern konnten, die heute noch entzücken.“

## Werkliste
Neben Reparaturarbeiten und Neubauprojekten, die nicht zu Aufträgen geführt haben, listet Bernd Sulzmann die von Blasius Bernauer neu gebauten Orgeln auf: 
| Jahr     | Ort                         | Kirche              | Bild | Manuale | Register | Bemerkungen |
| -------- | --------------------------- | ------------------- | ---- | ------- | -------- | --- |
| 1762     | St. Ulrich                  | Klosterkirche       |      |         |          | Zusammenarbeit mit Adrien Joseph Pottier, nicht erhalten                                                        |
| 1762/63  | St. Peter (Hochschwarzwald) | Klosterkirche       |      |         |          | Chororgel, nur Gehäuse erhalten                                                                                 |
| 1763/64  | St. Peter (Hochschwarzwald) | Klosterkirche       |      |         |          | Umbau und Rückpositiv, nicht erhalten                                                                           |
| 1765     | Sölden (Schwarzwald)        | Sölden              |      |         | 6        | Nicht erhalten                                                                                                  |
| 1765     | Kaiseraugst                 | St. Martin          |      |         |          | Nicht bei Sulzmann, nicht erhalten                                                                              |
| 1770/72  | Rheinfelden AG              | St. Martin          |      | I/p     | 6        | Truhenorgel im Chor, erhalten                                                                                   |
| 1771     | Tiengen                     | Mariä Himmelfahrt   |      | I/P     | 13–14    | Brüstungsorgel (Positiv), nur Gehäuse erhalten                                                                  |
| ca. 1772 | St. Blasien                 | Dom                 |      | I       | 4        | Oratorium, Kapellenorgel, nicht erhalten                                                                        |
| 1773     | Waldshut                    | Stadtpfarrkirche    |      |         |          | Chororgel, nach Neubau der Stadtpfarrkirche 1804 abgegeben nach Gersbach, nicht erhalten                        |
| ca. 1775 | Augst                       |                     |      |         |          | Nicht erhalten                                                                                                  |
| ca. 1776 | Laufenburg AG               | St. Johann          |      | I/p     | 8        | Chororgel, Einzelheiten oben                                                                                    |
| ca. 1780 | Laufenburg (Baden)          |                     |      |         |          | Nicht erhalten                                                                                                  |
| 1781     | Hauingen                    | St. Nikolaus        |      | I/p     | 9–10     | „Neue schon vorgefertigte Orgel“, nicht erhalten                                                                |
| 1781/84  | Steinen                     |                     |      |         |          | Nicht erhalten                                                                                                  |
| 1782     | Niedereggenen               | Evangelische Kirche |      | I/p     | 8        | Nicht erhalten                                                                                                  |
| 1782     | Weitenau                    | St. Peter           |      |         |          | Nicht erhalten                                                                                                  |
| 1783     | Fischerbach                 | St. Michael         |      |         |          | Nicht bei Sulzmann, nicht erhalten                                                                              |
| 1784     | Laufen                      | St. Johannis        |      | I/P     | 12       | Zusammen mit Joh. Philipp Jacob Schaefer, nicht erhalten                                                        |
| 1786     | Bad Bellingen               | St. Ledodegar       |      | I/P     | 13       | Nicht erhalten                                                                                                  |
| 1787     | Hertingen                   | Evangelische Kirche |      | I/p     | 7        | Weitgehend erhalten → Orgel -> Link zur Orgel                                                                   |
| vor 1798 | Schliengen                  | St. Leodegar        |      |         |          | Chororgel, zusammen mit Xaver Bernauer, nicht bei Sulzmann, nicht erhalten                                      |
| 1801     | Kappel                      | St. Peter und Paul  |      |         |          | Zusammen mit Xaver Bernauer, Gehäuse und Teile des Werks im Orgelbauersaal der Orgelstiftung Waldkirch erhalten |